# Limfocyty LAK

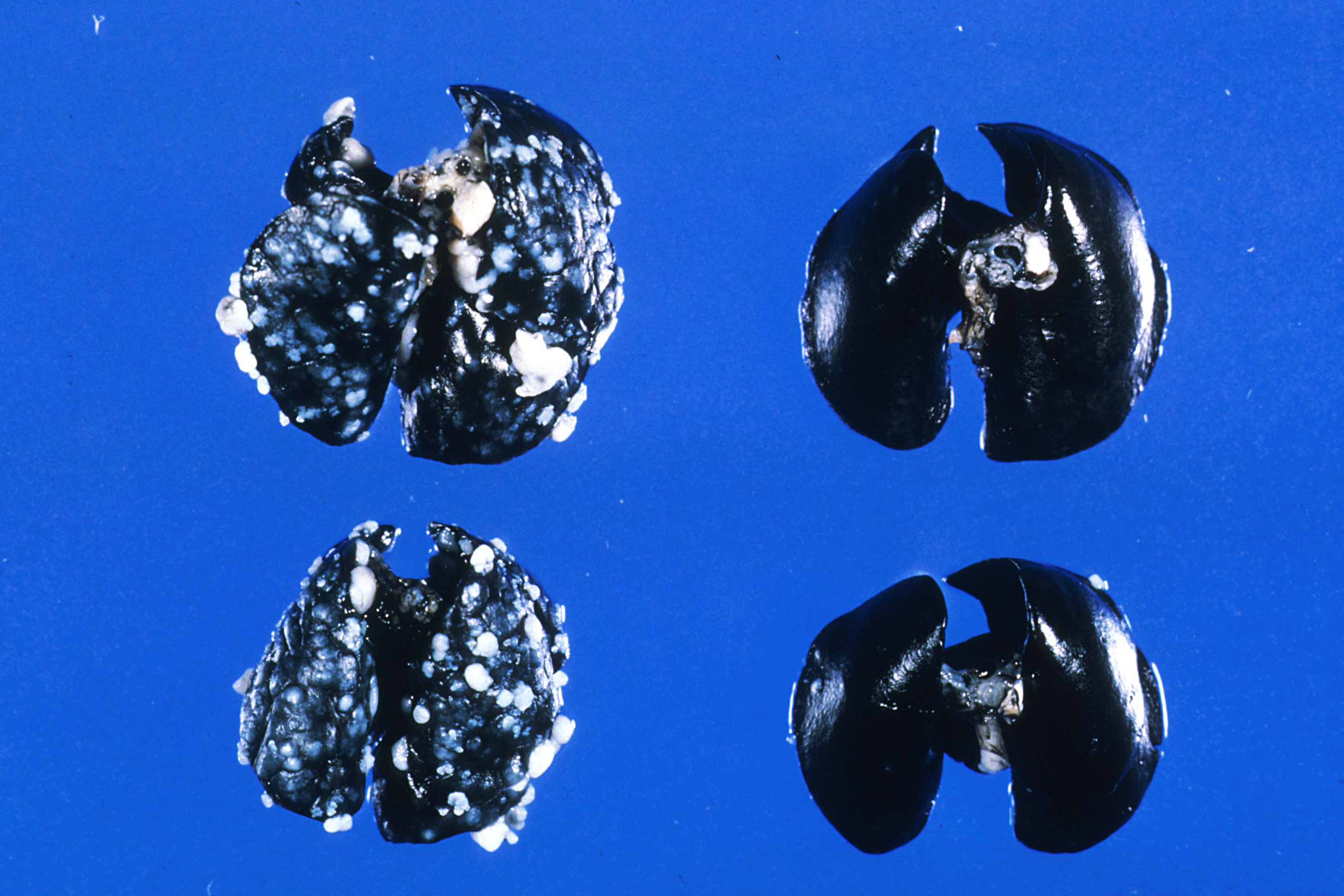
Płuca myszy po wstrzyknięciu komórek mięsaka i które po trzech dniach potraktowano solą fizjologiczną (po lewej) lub limfocytami LAK i rekombinowaną interleukiną-2 (po prawej). W płucach myszy leczonych solą fizjologiczną obserwuje się ponad 250 przerzutów nowotworowych, w płucach leczonych terapią eksperymentalną – poniżej 12.

Limfocyty LAK (ang. lymphokine-activated killer cells, LAK cells) – niespecyficzne komórki cytotoksyczne, które są wytwarzane w obecności interleukiny-2 i przy braku antygenu. Infuzje komórek LAK wykorzystane są w eksperymentalnym leczeniu raka.